# Staurastrum heimerlianum
Staurastrum heimerlianum là một loài Song tinh tảo trong họ Desmidiaceae, thuộc chi Staurastrum.